# جيم ودكوك
جيم ودكوك (بالإنجليزية: Jim Woodcock)‏ هو مهندس وعالم حاسوب بريطاني، ولد في 7 يونيو 1956.